# Сулейманов, Сулейман Мухаммед оглы
Сулейман Магомед оглы Сулейманов (азерб. Süleyman Məhəmməd oğlu Süleymanov; 5 мая 1935, Куртлари, Марнеульский муниципалитет — 26 июля 2014, Тбилиси) — общественно-политический и государственный деятель Грузинской ССР и Грузии, журналист, публицист, историк, переводчик, редактор, а также известный главный редактор газеты «Гюрджюстан».

## Биография
Родился 5 мая 1935 года в селе Курт
С 1972 года и до конца жизни работал главным редактором газеты «Советская Грузия», а с 1990 года её продолжением — «Гюрджюстан». Газета «Гюрджюстан», имеющая славную 92-летнюю историю, стала творческим центром работников носителей азербайджанского языка в Грузии в советский период и после него, а редакция отличилась рядом инициатив и начинаний и была удостоен авторских премий. Одна из них — в 1979 году, как участник ВДНХ газеты в Москве, четыре творческих сотрудника были награждены бронзовой и серебряной медалями выставки.
Избирался членом Ревизионной комиссии на 23, 24, 25 съездах ЦК Компартии Грузии, а в 1980 году был избран депутатом Верховного Совета Грузинской ССР.
За сорок два года работы редактором газеты редакция газеты «Гюрджюстан» стала для азербайджанцев Грузии настоящим информационным центром, позволяющим им быть активными гражданами страны, реализовывать свои права и обязанности, и собирать вокруг себя творческие силы, в области защиты национального бытия, родного языка, культуры и свободы совести не прекращала работать. При организации редакции газеты издан грузино-азербайджанский словарь, соавтором которого является Сулейман Сулейманов, на азербайджанский язык переведены история Грузии, география Грузии, различные словари, разговорные словари, буклеты, материалы для школьников и т. д.
50-летие, 60-летие, 75-летие, 90-летие возглавляемой им газеты «Гюрджюстан» были отмечены на уровне праздника азербайджаноязычной прессы.
Сулейман Сулейманов был не только редактором, но и председателем основанного в 1992 году «Союза азербайджанцев Грузии».
В 1981 году он был награждён Орденом Чести, а в 1997 году — Орденом Чести Грузии. Сулейман Сулейманов награждён Почетным Указом Президиума Верховного Совета Грузии и удостоен почетного звания Заслуженного деятеля культуры Грузии.
Отец четверых детей и дедушка семерых внуков.
Умер 26 июня 2014 года.